# Leões da Tijuca
GRES  Leões da Tijuca é uma escola de samba da cidade de Teresópolis fundada em  7 de janeiro de 2005. Foi campeã do Carnaval em 2009.
Em 2010, trouxe o enredo "A chama que não se apaga de um gigante adormecido", uma homenagem a Renato Costa Mello, o Renato do Posto, deputado assassinado no ano anterior. Desfilou em 2010 com 500 Componentes, dividos em 18 alas e com 5 carros alegóricos.

## Carnavais
| Ano  | Colocação                            | Grupo                                | Enredo                                            | Carnavalesco                         |
| ---- | ------------------------------------ | ------------------------------------ | ------------------------------------------------- | ------------------------------------ |
| 2009 | Campeã                               | Especial                             | os caminhos da vida                               |                                      |
| 2010 |                                      | Especial                             | A chama que não se apaga de um gigante adormecido |                                      |
| 2011 | Não houve Carnaval devido às chuvas. | Não houve Carnaval devido às chuvas. | Não houve Carnaval devido às chuvas.              | Não houve Carnaval devido às chuvas. |